# 市场操纵
市场操纵是指有人蓄意干扰市场的自由和公平运行。其中最常見的就是證券操縱以及商品價格操縱。大多数国家如美国、欧洲联盟、澳大利亚、以色列、中華人民共和國都立法禁止市场操纵。例如中華人民共和國刑法第一百八十二条規定操纵证券交易价格可处五年以下有期徒刑或者拘役，并处或者单处违法所得一倍以上五倍以下罚金。2018年3月14日，厦门北八道集团因涉嫌操纵市场被中國證券監督管理委員會罰款56.7亿元。創下當時中國證券監督管理委員會有史以来开出的最高额罚单。